# کلدیش (دهانه)

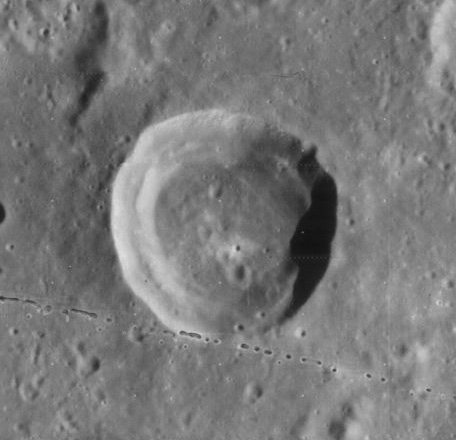
تصویر کلدیش ماه

کلدیش یک دهانه برخوردی در ماه‌ است.